# Aire urbaine de Brioude
L'aire urbaine de Brioude est une aire urbaine française située dans le département de la Haute-Loire et la région Auvergne-Rhône-Alpes, centrée sur l'unité urbaine de Brioude.

## Données générales
En 2010, selon l'Insee, l'aire urbaine de Brioude est composée de seize communes, situées dans le département de la Haute-Loire.
Au 1er janvier 2015, elle compte une population de 13 950 habitants.

## Composition
L'aire urbaine de Brioude est composée des seize communes suivantes :
| Nom                      | Code Insee | Statut | Superficie (km2) | Population (dernière pop. légale) | Densité (hab./km2) |
| ------------------------ | ---------- | ------ | ---------------- | --------------------------------- | ------------------ |
| Agnat                    | 43001      |        | 19,65            | 171 (2022)                        | 8,7                |
| Azérat                   | 43017      |        | 18,11            | 294 (2022)                        | 16                 |
| Beaumont                 | 43022      |        | 12,03            | 263 (2022)                        | 22                 |
| Brioude                  | 43040      |        | 13,52            | 6 523 (2022)                      | 482                |
| Chaniat                  | 43055      |        | 13,93            | 164 (2022)                        | 12                 |
| Cohade                   | 43074      |        | 9,99             | 868 (2022)                        | 87                 |
| Fontannes                | 43096      |        | 9,77             | 878 (2022)                        | 90                 |
| Javaugues                | 43105      |        | 6,98             | 177 (2022)                        | 25                 |
| Lamothe                  | 43110      |        | 12,24            | 828 (2022)                        | 68                 |
| Lavaudieu                | 43117      |        | 17,54            | 245 (2022)                        | 14                 |
| Paulhac                  | 43147      |        | 8,4              | 607 (2022)                        | 72                 |
| Saint-Beauzire           | 43170      |        | 23,46            | 453 (2022)                        | 19                 |
| Saint-Just-près-Brioude  | 43206      |        | 46,94            | 397 (2022)                        | 8,5                |
| Saint-Laurent-Chabreuges | 43207      |        | 8,27             | 253 (2022)                        | 31                 |
| Vieille-Brioude          | 43262      |        | 27,7             | 1 245 (2022)                      | 45                 |
| Villeneuve-d'Allier      | 43264      |        | 14,31            | 281 (2022)                        | 20                 |

## Évolution démographique
L'évolution démographique ci-dessus concerne l'aire urbaine selon le périmètre défini en 2010.
| 1968   | 1975   | 1982   | 1990   | 1999   | 2010   | 2015   |
| ------ | ------ | ------ | ------ | ------ | ------ | ------ |
| 12 204 | 12 706 | 12 999 | 13 308 | 13 223 | 13 870 | 13 950 |

## Pour approfondir